# 鷲巣城
鷲巣城（わしのすじょう）、または鷲ノ巣城は、佐賀県鹿島市高津原字鷲ノ巣にあった日本の城（山城）。

## 概要
現在の鹿島市の中心付近、多良岳から北東の高津原丘陵先端に位置した。塩田川や鹿島川の流域、有明海などに近い要衝だった。
築城年代は不明。天文年代頃には城主・岩永和泉守忠茂が有馬氏の勢力下に入っていたが、天正4年（1576年）に龍造寺氏が当城を制圧し、家臣の嬉野与右衛門が入った。江戸時代には廃城となっている。